# Клятва верности гражданина Канады
Клятва верности гражданина Канады (англ. The Oath of Citizenship, фр. serment de citoyenneté) — это клятва, которую произносят в устной форме, а потом подписывают кандидаты на получение канадского гражданства. Кандидат произносит клятву в присутствии представителей официальных властей (нередко судьи по вопросам гражданства) в ходе специальной церемонии. Клятва обязует будущего гражданина быть верным канадскому монарху (в настоящее время — Карл III), а также соблюдать канадские законы и обычаи. После того как кандидат подписал клятву, он официально становится гражданином Канады.
Текст присяги:
Я торжественно заявляю, что буду верен и предан Его Величеству, Королю Карлу Третьему, Королю Канады, Его Наследникам и Преемникам, и что я буду искренне соблюдать законы Канады и выполнять обязанности канадского гражданина.